# Esther Luy Perera
Esther Luy Perera (Zaragoza, 1 de agosto de 1935) es una profesora universitaria y exentrenadora de balonmano española.

## Trayectoria
Está considerada como una de las pioneras del balonmano en España. Valenciana de adopción, estudió para ser entrenadora y conseguir su diploma en 1962, lo que le hizo practicar múltiples deportes (balonmano, atletismo y hockey, entre otros). Para ello se valió de su puesto como profesora universitaria en la Universidad de Valenciay su participación en las juntas escolares.
Aparece referenciada como la primera entrenadora de balonmano en España, tanto en la modalidad de campo (balonmano a 11) como la de sala (balonmano a 7). 
Luchadora por los derechos de la mujer, se preocupó de que las mujeres hicieran deporte y participó en los movimientos de los primeros años en pro del feminismo, movimiento en el que está incluida hasta sus últimos años, participando en mesas redondas como la de 2015 "Hagamos de la edad nuestra aliada: La libertad, el poder y los vínculos de las mujeres sabias".
También fue una de las primeras entrenadoras de atletismo y vocal de la Federación de Atletismo de Valencia.Fue plusmarquista del lanzamiento de peso, con una marca de 8,66 metros, conseguida en 1965.

## Vida
Entrenó en los años 60 a jugadoras como Vicenta Cano o Piloncia Soler.